# Gerbillurini
Gerbillurini – plemię ssaków z podrodziny myszoskoczków (Gerbillinae) w obrębie rodziny myszowatych (Muridae).

## Rozmieszczenie geograficzne
Plemię obejmuje gatunki występujące w Azji i Afryce.

## Podział systematyczny
Do plemienia należą następujące rodzaje:
- Tatera Lataste, 1882 – gołostópka – jedynym żyjącym przedstawicielem jest Tatera indica (Hardwicke, 1807) – gołostópka indyjska
- Gerbilliscus O. Thomas, 1897 – myszoskoczek
- Desmodillus O. Thomas & Schwann, 1904 – skoczanka – jedynym żyjącym przedstawicielem jest Desmodillus auricularis (A. Smith, 1834) – skoczanka przylądkowa

Opisano również rodzaje wymarłe:
- Abudhabia De Bruijn & Whybrow, 1994[6]
- Protatera Jaeger, 1977[7]